# Body Love
Body love è un album in studio del compositore tedesco Klaus Schulze, pubblicato nel 1977. È la colonna sonora di un rarissimo film pornografico del regista Lasse Braun.

## Descrizione
Nonostante la mancanza di diretti riferimenti sessuali sonori e le atmosfere molto vicine a quelle dello space rock, Body Love si distingue dalle altre pubblicazioni del compositore per le sue sonorità insolitamente sensuali.
Durante il mese di dicembre del 1977, uscì un nuovo album ricavato dalla stessa colonna sonora: Body Love Vol. 2.
Nel 2005 Body Love venne ripubblicato con una traccia bonus aggiunta.

## Tracce
Testi e musiche di Klaus Schulze.
1. Stardancer – 13:38
2. Blanche – 11:44
3. P.T.O. – 27:12
4. Lasse Braun (bonus track) – 22:26

## Formazione
- Klaus Schulze – strumentazione elettronica
- Harald Grosskopf – batteria